# Brigitte Kramer
Brigitte Kramer (* 4. Februar 1954 in Konstanz) ist eine deutsche Film-Dramaturgin, Regisseurin und Produzentin.

## Leben
Kramer hat in Marburg Germanistik, Politologie und Musiktheorie studiert. Von 1978 bis 1980 war sie am Schauspiel Frankfurt als Dramaturgin engagiert. An dem Haus wurde unter der Leitung von Peter Palitzsch ein Mitbestimmungsmodell realisiert. Sie hat u. a. mit den Regisseuren Luc Bondy und Dario Fo gearbeitet. Neben der Tätigkeit am Theater hat sie in Filmen von Herbert Achternbusch, Hans Neuenfels u. a. als Schauspielerin mitgewirkt.
Im Herbst 1980 wechselte sie zum ZDF und wurde Redakteurin in der von Eckart Stein geleiteten Redaktion „Das Kleine Fernsehspiel“. Als Redakteurin engagierte sie sich für die Erstlingsfilme von jungen internationalen Filmemacher und Filmemacherinnen wie Chantal Akerman, Gabor Altorjay, Hanno Baethe, Thomas Carle, Valie Export, Bette Gordon, Oliver Hirschbiegel, Michael Klier, Antonia Lerch, Ulrike Ottinger, Annelie Runge, Heiko Schier, Matthias Zschokke und setzte sich für das Öffnen der tradierten Formen und Grenzen der Genres ein. Ihr besonderes Interesse galt dem Essayfilm.
Nach Konflikten innerhalb des ZDF wegen der vermeintlich allzu „freizügigen“ Darstellung homoerotischer Visionen in einer ihrer Produktionen („Sehnsucht nach Sodom“ mit Kurt Raab) kündigte sie im Jahr 1987 die Festanstellung beim ZDF und wechselte in einen freien Vertrag. Sie arbeitete u. a. als dramaturgische Beraterin für Dokumentarfilme und Spielfilme, übersetzte „Das Handbuch zum Drehbuch“ von Syd Field, u. a. Texte zu Nicholas Ray und arbeitete als Lektorin für Drehbücher.
1996 kuratierte sie auf Einladung von Catherine David das Filmprogramm der documenta X. Statt ein Programm aus fertigen Filmen zusammenzustellen, konnte sie für die Ausstellung mit internationalen Regisseuren wie Antonia Lerch, Raoul Peck, Charles Burnett, Aleksandr Sokurov, Abderrahmane Sissako und Harun Farocki Filme neu produzieren.
1997 verfilmte sie mit Jörg Jeshel die Tanzproduktion „Allee der Kosmonauten“ von Sasha Waltz, die 1998 zum Theatertreffen eingeladen war.
1999 drehte sie in Co-Regie mit Jörg Jeshel den Film „Gute Reise, Faust“, der auf einer Fahrt um den Globus erkundet, in welchen Formen der Mythos Faust in den Theaterszenen der Welt existiert.
2000 dokumentierte sie mit Jörg Jeshel den Beginn der „neuen schaubühne“, der Aufführungen von Thomas Ostermaier, Sasha Waltz und Barbara Frey präsentierte, und verfilmte die Aufführung „körper“ in der Choreografie von Sasha Waltz. Der Film erhielt eine EMMY-Nominierung und als erster Tanzfilm den Adolf Grimme Preis.
Ab 2001 realisierte sie mit Jörg Jeshel Tanzfilme wie „Bahia Ballett“ mit einem Tanzensemble aus Salvador da Bahia (Brasilien), „Mehr als Bewegung“ mit Chandralekha und Malavika Sarukkai (Indien), „Dialoge 09 – Neues Museum“ von Sasha Waltz (in dem von David Chipperfield restaurierten Berliner Neuen Museum) und das Tanzstück „Pitié!“ von Les Ballets C de la B des belgischen Choreographen Alain Platel (gedreht in Kinshasa) mit Serge Kakudji in der Rolle des Jesus.
Für die Magazine Kulturzeit, aspekte und foyer realisierte Kramer in den Jahren 1995 bis 2014 Beiträge mit den Schwerpunkten Tanz, Musik und Theater. 1996 führte sie Regie bei einigen Folgen von „Schätze der Welt“.
2006 und 2014 drehte sie als Regisseurin und Produzentin zwei Porträts der Choreografin Sasha Waltz und 2011 den Film „Ulrike Ottinger – Die Nomadin vom See“, der im Februar 2012 auf der Berlinale im Programm Panorama uraufgeführt wurde.
Mit der Hilfe von privaten Unterstützern hat Kramer den „Schamanen im Blinden Land“ restaurieren lassen, den Michael Oppitz in den Jahren 1978 bis 1980 mit dem Kameramann Jörg Jeshel im Himalaya gedreht hatte. Die Uraufführung des Klassikers der visuellen Anthropologie hatte im MOMA in New York stattgefunden. 1981 hatte der Film auf der Berlinale seine Deutschland-Premiere. Das Negativ des Films ist im Laufe der Jahre in den USA verloren gegangen. Die wiederhergestellte Fassung des vierstündigen Films konnte 2013 auf der Berlinale vorgeführt werden.
Brigitte Kramer lebt in Berlin.

## Filme (Auswahl)

### Als Produzentin
- „Lied von der Steppe“ von Jörg Jeshel und Michael Schindhelm (2003)[3]
- „freedom2speak“ (Berlinale 2003 und 2004)[4]
- „Der Kick“ von Andres Veiel (Berlinale 2006)
- „Ostkreuz – Agentur der Fotografen“ (2014/15)[5][6]

### Als Redakteurin
- „Variety“ von Bette Gordon (Berlinale 1983 und 2017)
- „Diamanten im Gemüsemarkt“ von Nilita Vachani (Berlinale 1986)
- „Killer of Sheep“ von Charles Burnett (Berlinale 1981)
- „Sieben Frauen – Sieben Sünden“ (Akerman, Export, Sander, Gordon u. a.) (Filmfestival Montreal 1990)
- „Überall ist es besser wo wir nicht sind“ von Michael Klier (Adolf Grimme Preis)
- „Sehnsucht nach Sodom“ von Hanno Baethe, Hans Hirschmüller u. a. (Adolf Grimme Preis)
- „Wertvolle Jahre“ von Thomas Carle (Adolf Grimme Preis)

### Fürdocumenta x(1997)
(Quelle: )
- „Letzte Runde“ von Antonia Lerch
- „Rostov – Luanda“ von Abderrahmane Sissako
- „Mutter und Sohn“ von Aleksandr Sokurov
- „Stillleben“ von Harun Farocki[8]
- „Lettre à Catherine“ von Raoul Peck
- „Final Insult“ von Charles Burnett[9]